# واد اللیل
واد اللیل (به عربی: وادی اللیل) شهری در استان منوبه کشور تونس است که جمعیت آن در سرشماری سال ۲۰۰۴ میلادی ۴۷٫۶۱۴ نفر بوده‌است.